# Basinio Basini

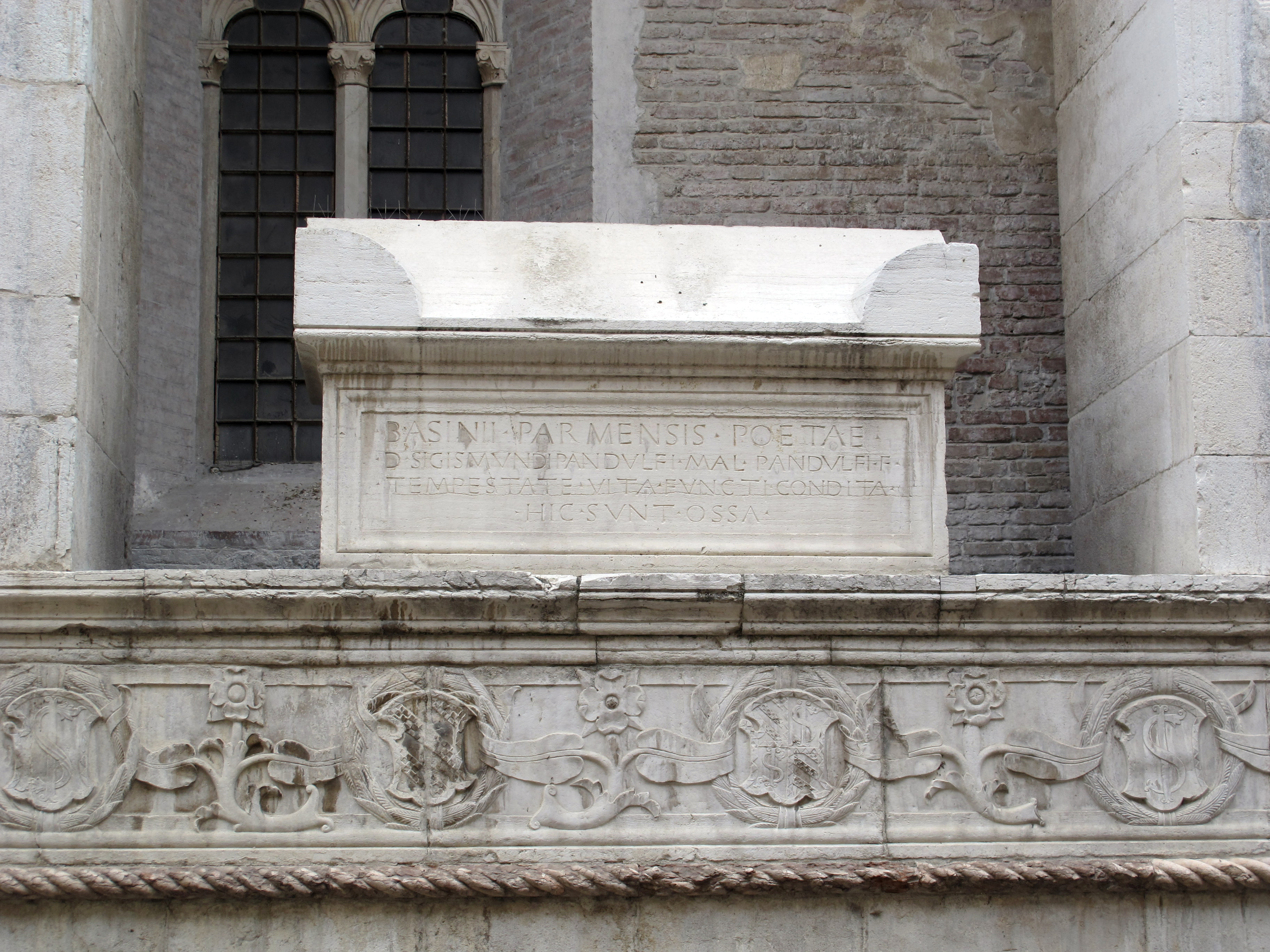
La tomba sul fianco del Tempio Malatestiano a Rimini

Basinio Basini, noto anche come Basinio da Parma (Tizzano Val Parma, 1425 – Rimini, 24/30 maggio 1457), è stato un umanista e poeta italiano.

## Biografia
Nacque nel castello di Tizzano da Vincenzo di Basino, uomo d'armi di origine mantovana che era stato al servizio di Ottobuono de' Terzi. Dopo aver iniziato gli studi a Parma, li proseguì a Mantova, dove fu allievo di Vittorino da Feltre, e a Ferrara, dove studiò il greco con Teodoro Gaza e molto probabilmente incontrò Guarino da Verona.
Nel 1449 si trasferì a Rimini alla corte dei Malatesta. Lì scrisse gran parte del romanzo epico Liber Isottaeus e la sua opera maggiore, Hesperis, un poema epico in 13 libri scritto per celebrare le gesta del signore di Rimini Sigismondo Malatesta. Nel 1455 compose gli Astronomicon libri duo, primo tentativo, nel corso dell'Umanesimo, di riprendere la tradizione dei poemi astronomici dell'antichità.
Il 24 maggio 1457, colpito da una grave malattia, forse dovuta alla intensa mole di lavoro a cui si era sottoposto (in totale circa 18.000 versi), fece testamento davanti a un notaio nella sua casa in contrada Santa Innocenza. Volle essere sepolto presso la chiesa di San Francesco (il Tempio Malatestiano) e chiese al signore di Rimini Sigismondo Malatesta di fargli erigere un monumento sepolcrale con il verso «Parma mihi patria est, sunt sydera carmen et arma». Lasciò a Sigismondo la Hesperis («alla condizione che non sia permesso ad altri di mettervi le mani per correggerla, altrimenti sia piuttosto data alle fiamme o alle onde») e un libro greco con opere di Omero e Apollonio. Ai fratelli Antonio e Manfredo lasciò due vesti e tutti i diritti a lui spettanti dalle eredità del padre e della madre, e alla moglie Antonia tutti i rimanenti beni. Morì a soli 32 anni tra il 24 e il 30 maggio 1457.
A Parma gli è stato intitolato nel 1951 borgo Basinio Basini (ex borgo Tre Re), una breve via del centro storico che collega via Mazzini con piazzale San Bartolomeo.

## Opere
- Poesie giovanili e Cyris: F. Ferri, Le poesie liriche di Basinio (Isottaeus, Cyris, Carmina varia), Torino 1925.
- Liber Isottaeus: F. Ferri, Basinii Parmensis poetae Liber Isottaeus, Città di Castello 1922.
- Meleagris: A. Berger, Die Meleagris des Basinio Basini: Einleitung, kritische Edition, Übersetzung, Kommentar, Trier 2002.
- Diosymposeos liber: D. Coppini, «Un epillio umanistico fra Omero e Virgilio: il Diosymposeos liber di Basinio da Parma», in Confini dell'Umanesimo letterario. Studi in onore di Francesco Tateo, a cura di M. De Nichilo, G. Distaso, A. Iurilli, Roma 2003, pp. 301-336.
- Hesperis: L. Drudi, Basinii Parmensis poetae opera praestantiora nunc primum edita et opportunis commentariis inlustrata, Arimini 1794, vol. I
- Argonautica: L. Drudi, Basinii Parmensis poetae opera praestantiora nunc primum edita et opportunis commentariis inlustrata, Arimini 1794, vol. I